# 신현승
신현승(申炫承, 1998년 7월 15일~)은 대한민국의 배우이다.

## 생애
신현승은 1999년 인천에서 가난한 집안에서 자랐다. 조금만 잘 못해도 아버지에게 회초리로 종아리를 맞을 정도로 엄하게 자랐다. 축구를 즐겨했기 때문에 고교 시절까지 축구부에서 활동했다. 웹드라마 《오늘부터 계약연애》에 이승민 역으로 출연하면서 훈훈한 외모로 인기를 끌었다. 어니스트 엔터테인먼트에 소속되었다. 현재 옥탑방에 거주하고 있다.

## 연기 활동

### 영화
- 2021년: 펌킨타임

### 텔레비전 드라마
- 2021년: 와이낫미디어 《오늘부터 계약연애》 ... 이승민 역
- 2021년: 넷플릭스 《내일 지구가 망해버렸으면 좋겠어》 ... 제이미 역
- 2021년: 웹드라마 《술꾼도시여자들》 ... 강지구의 전 남자친구 역
- 2021년: 카카오 TV 《펌킨타임》 ... 강태주 역
- 2022년: tvN 《별똥별》 ... 윤재현 역
- 2022년: tvN 《아다마스》 ... 이동림 역
- 2022년: tvN 《연예인 매니저로 살아남기》 ... 고은결 역
- 2023년: 디즈니+ 《한강》 ... 김지수 역
- 2023년: TVING 《플레이, 플리》 ... 이도국 역
- 2024년: tvN 《손해 보기 싫어서》 ... 출판사 인턴 역(특별출연)

## 연기 외 활동

### 뮤직비디오
- 2019년: 김동준 - 나 혼자

### 광고
- 2021년: 휠라
- 2022년: CJ